# 永平镇 (永寿县)
永平镇，是中华人民共和国陕西省咸陽市永寿县下辖的一个乡镇级行政单位。

## 行政区划
永平镇下辖以下地区：
永合村、裕丰村、前进村、李家塬村、坚固村、杨桥村、赵家岭村、方家湾村、杨家山村、东山村、天云村、关要村、上堡子村、下堡子村、水渠村、草滩村、苏兴村、慢坡村、沿路村、底角沟村、何家塬村和碾子沟村。